# Zavrč község
Zavrč község (szlovén nyelven Občina Zavrč) Szlovénia 212 alapfokú közigazgatási egységének, azaz községének egyike a Podravska statisztikai régióban, a horvát határ mentén. Adminisztratív központja Zavrč település. A történelmi szlovén Stájerország (Štajersko) régió része.   

## A községhez tartozó települések
A községhez Zavrč székhelyen kívül a következő települések tartoznak:
- Belski Vrh
- Drenovec
- Gorenjski Vrh
- Goričak
- Hrastovec
- Korenjak
- Pestike
- Turški Vrh

## Népesség
| Lakosok száma | 1526 | 1529 | 1638 | 1714 | 1802 | 1717 | 1778 | 1802 | 1533 | 1485 |
|               | 2008 | 2009 | 2011 | 2012 | 2013 | 2015 | 2016 | 2017 | 2019 | 2020 |